# Amason
Amason è un gruppo musicale svedese formatosi nel 2012. È costituito dai musicisti Amanda Bergman, Gustav Ejstes, Pontus Winnberg, Nils Törnqvist e Petter Winnberg.

## Storia del gruppo
Gli Amason si sono fatti conoscere col primo album in studio Sky City, posizionatosi al 12º posto della Sverigetopplistan e premiato con un Grammis. Galaxy I, uscito quattro anni più tardi, si è fermato all'11ª posizione della classifica ed è stato anch'esso riconosciuto con un Grammis.
Galaxy II, presentato nel novembre 2021, ha guadagnato una nomination per il Grammis al pop alternativo dell'anno.

## Formazione
- Amanda Bergman
- Gustav Ejstes
- Pontus Winnberg
- Nils Törnqvist
- Petter Winnberg

## Discografia

### Album in studio
- 2015 – Sky City
- 2019 – Galaxy I
- 2021 – Galaxy II

### EP
- 2013 – EP
- 2015 – Flygplatsen

### Singoli
- 2013 – Margins
- 2014 – Ålen
- 2015 – Pirate
- 2016 – California Airport Love
- 2018 – En god, god, god Jul
- 2019 – You Don't Have to Call Me
- 2019 – Marry Me Just for Fun
- 2019 – Samlaren
- 2019 – Benny
- 2019 – Reach Out More
- 2019 – Ave Maria
- 2020 – Några ord om dig
- 2020 – Yvonne
- 2020 – Heartbeats (con Dante)
- 2020 – Santa's Comin to Free Them
- 2021 – The Kluski Report
- 2021 – Oscillating Love
- 2021 – Picture Seas (feat. Seinabo Sey)